# Worfelden
Worfelden is een plaats in de Duitse gemeente Büttelborn, deelstaat Hessen, en telt 4.283 inwoners.